# 樱桃花开了
《樱桃花开了》是創作的日本四格漫畫作品。最初客串刊載於《Manga Time Kirara》2010年4月号，同年8月號開始連載，2016年7月号结束连载。总共发售5卷單行本。

## 故事
該作品主要敘述高一新生日吉大咲是個喜歡花草樹木的男生。在高中說明會時拿到園藝社的傳單，經過各式各樣的考量而決定加入園藝社，並展開園藝社生活的故事。

## 登場角色
日吉大咲
高中1年級學生。在高中說明會時拿到園藝社的傳單，經過各式各樣的考量而決定加入園藝社。
大倉山優
高中2年級學生。園藝社副社長。
綱島火文
高中2年級學生。園藝社社長。
菊名椿
大咲的同學暨兒時玩伴。
日吉沙咲野
新丸子寧寧子
大咲的班級導師。園藝社顧問。
妙蓮寺真穗
大咲的同學。
武藏小杉德次
大咲的同學。
菊名 つくも（きくな　つくも）
綱島清火
多摩川玉子
教職員。
元住吉三葉
大倉山勇藏

## 出版書籍
| 卷數 | 芳文社         | 芳文社                 | 東立出版社     | 東立出版社         |
| 卷數 | 發售日期       | ISBN                   | 發售日期       | ISBN               |
| ---- | -------------- | ---------------------- | -------------- | ------------------ |
| 1    | 2011年7月27日  | ISBN 978-4-8322-4048-3 | 2013年9月11日  | ISBN 9789863248101 |
| 2    | 2012年6月27日  | ISBN 978-4-8322-4162-6 | 2014年10月14日 | ISBN 9789863248118 |
| 3    | 2013年10月27日 | ISBN 978-4-8322-4337-8 |                |                    |
| 4    | 2015年4月27日  | ISBN 978-4-8322-4559-4 |                |                    |
| 5    | 2016年7月27日  | ISBN 978-4-8322-4722-2 |                |                    |